# Renê
Renê Rodrigues Martins (ur. 14 września 1992 w Picos) – brazylijski piłkarz występujący na pozycji lewego obrońcy, od 2022 roku zawodnik Internacionalu.